# The Fireball
The Fireball é um filme americano de 1950, do gênero drama, dirigido por Tay Garnett e estrelado por Mickey Rooney e Pat O'Brien.
O filme, lançado pela 20th Century Fox, teve seu roteiro escrito por Horace McCoy baseado em uma história de McCoy e Tay Garnett.

## Enredo
Johnny Casar (Mickey Rooney) foge de uma casa para meninos desobedientes, cansado de ser provocado por ser baixinho e pouco atlético. Ele logo encontra um par de patins e é ajudado por Bruno Cristal (Ralph Dumke), que lhe permite lavar pratos em seu café, enquanto isso, o padre que dirige a casa, o padre O'Hara (Pat O'Brien), secretamente mantém um olho nele. 
Uma equipe de patinação itinerante se interessa por Johnny depois que ele mostra certa aptidão. Ele não se dá bem com Mack Miller (Glen Corbett), um campeão arrogante, e se apaixona por Maria Reeves (Beverly Tyler), outra skatista top. Johnny acaba partidas rancorozas contra Miller, onde eles se revezam um se saindo melhor que o outro. 
À medida que sua fama cresce, Johnny se torna tão arrogante quanto Miller e muito mais. A vida toma um rumo ruim quando ele é diagnosticado com pólio. Um longo período de fisioterapia segue, até que um Johnny em cadeira de rodas tenta colocar sua vida de volta nos trilhos.

## Elenco
- Mickey Rooney como Johnny Casar
- Pat O'Brien como Father O'Hara
- Beverly Tyler como Mary Reeves
- James Brown como Allen
- Ralph Dumke como Bruno Crystal
- Milburn Stone como Jeff Davis
- Bert Begley como Shilling
- Marilyn Monroe como Polly
- Sam Flint como Dr. Barton
- Glen Corbett como Mack Miller
- John Hedloe como Ullman